# Needham (Massachusetts)
Pour les articles homonymes, voir Needham.
Needham est une ville du comté de Norfolk au Massachusetts. Selon le recensement de 2010, sa population s’élève à 28 886 habitants.

## Démographie
| Groupe            | Needham | Massachusetts | États-Unis |
| ----------------- | ------- | ------------- | ---------- |
| Blancs            | 90,8    | 80,4          | 72,4       |
| Asiatiques        | 6,1     | 5,3           | 4,8        |
| Afro-Américains   | 1,0     | 6,6           | 12,6       |
| Métis             | 1,6     | 2,6           | 2,9        |
| Autres            | 1,0     | 5,0           | 7,3        |
| Total             | 100     | 100           | 100        |
|                   |         |               |            |
| Latino-Américains | 2,1     | 9,6           | 16,7       |

Selon l'American Community Survey, pour la période 2011-2015, 84,32 % de la population âgée de plus de 5 ans déclare parler anglais à la maison, alors que 2,77 % déclare parler une langue chinoise, 2,61 % le russe, 1,98 % l'espagnol, 0,91 % le persan, 0,82 % l'italien, 0,74 % l'hindi, 0,61 % le français, 0,50 % le russe et 4,75 % une autre langue.

## Source
- (en) Cet article est partiellement ou en totalité issu de l’article de Wikipédia en anglais intitulé « Needham, Massachusetts » (voir la liste des auteurs).

1. ↑  (en) « Needham, MA Population - Census 2010 and 2000 », sur censusviewer.com.
2. ↑  (en) « Population of Massachusetts - Census 2010 and 2000 », sur censusviewer.com.
3. ↑  (en) « Language spoken at home by ability to speak English for the population 5 years and over », sur factfinder.census.gov.